# Борген, Уильям
Уильям «Уилл» Борген (англ. William Borgen; род. 19 декабря 1996, Морхед, Миннесота, США) – американский профессиональный хоккеист, защитник.  В настоящее время выступает за клуб НХЛ «Нью-Йорк Рейнджерс».

## Игровая карьера

### Ранняя карьера
Борген учился в средней школе Морхеда и был капитаном школьной команды. Затем он присоединился к команде «Омаха Лансерс» из хоккейной лиги США (USHL) в конце сезона 2014/15.
Борген был выбран командой «Баффало Сейбрз» на драфте НХЛ 2015 года в четвёртом раунде под общим 92-м номером. Он начал свою студенческую карьеру в следующем сезоне в команде Университета Сент-Клода, участвовавшей в  Национальной студенческой хоккейной конференции (NCHC), параллельно обучаясь спортивному менеджменту.

### Студенческая карьера
30 октября Борген заработал своё первое очко за студенческую карьеру, отдав передачу, в игре против Университета Майами 30 октября. Свой первый гол он забил в ворота Университета Западного Мичигана. Всего за сезон Борген отдал 11 результативных передач, став лидером среди всех защитников-первокурсников NCHC. В результате его включили в сборную всех новичков NCHC.
На третьем курсе Борген набрал 14 очков, что стало для него лучшим показателем в его карьере и лучшим результатом в команде, за что он получил звание оборонительного защитника года по версии NCHC. Он также был включён в сборную всех игроков NCHC достойных упоминания  (англ. All-NCHC Honorable Mention).

### Профессиональная карьера
По завершении своего последнего студенческого сезона 2017/18 годах Борген подписал контракт новичка с «Баффало Сейбрз» 25 марта 2018 года. Его отправили в фарм-клуб «Сейбрз» в Американской хоккейной лиге (АХЛ), «Рочестер Американс». В НХЛ защитник дебютировал 26 марта 2019 года в матче против «Оттава Сенаторз».
21 июля 2021 года Борген был выбран из состава «Сейбрз» клубом «Сиэтл Кракен» на драфте расширения НХЛ 2021 года. Борген забил свой первый гол в НХЛ 2 января 2022 года в матче против «Ванкувер Кэнакс». После сезона 2022/23 Борген подписал двухлетний контракт с «Кракен».
18 декабря 2024 года, Борген был обменян «Сиэтлом» вместе с двумя выборами на драфте в «Нью-Йорк Рейнджерс» на Каапо Какко.

## Карьера в сборной
Боргена вызвали в состав молодёжной сборной США на молодёжный чемпионат мира 2016 года. Он сделал три результативные передачи в семи играх, а США завоевали бронзовые медали.
1 января 2018 года Боргена вызвали в состав сборной для участия в зимних Олимпийских играх 2018 года. Защитник не сыграл ни в одном матче турнира.

## Достижения

#### NCHC
| 2016 | Сент-Клод Стейт Хаскис | Попадание в сборную всех новичков NCHC                     |
| 2018 | Сент-Клод Стэйт Хаскис | Оборонительный защитник года NCHC                          |
| 2018 | Сент-Клод Стэйт Хаскис | Попадание в сборную всех игроков NCHC достойных упоминания |